# Лафит, Лоран
Лоран Лафит (фр. Laurent Lafitte; род. 22 августа 1973, Париж, Франция) — французский актёр и комик.

## Биография
Лоран Лафит родился 22 августа 1973 года в XVI округе Парижа в семье торговца недвижимостью. Подростком открыл для себя театр через комедии, транслировавшиеся по телевидению. Дебютировал в профессии актёра в телевизионном фильме для канала FR3 «Ребенок и президент» (фр. L’Enfant et le président) Режи́са Мильсо́ (фр. Régis Milcent) после того как ответил на объявление в газете «Вечерняя Франция» и отправил свое резюме с Photomaton. Актёрскому мастерству обучался сначала в частной школе драматического искусства «Курсы Флоран», для того чтобы поступить в свободный класс школы «Курсы Флоран», где у него были друзья, участвовавшие в его продвижении, Жиль Лелуш, Гийом Кане и Сесиль Фельзенберг, которые впоследствии станут его рекламными агентами, выбыл из лицея Сен-Жан-де-Пасси в середине года. Затем обучался в Высшей национальной консерватории драматического искусства в Париже с Фили́ппом Адрие́ и Мюрье́ль Мае́тт. Первую популярность ему принёс сериал «Академия моделей» в 1993 году. После этого он отправился в Великобританию где обучался вокалу и танцам в актёрской школе Гилфорда.
Лафит много снимается в кино и на телевидении, однако в основном играет роли второго плана. Одна из наиболее его известных ролей — Антуан в фильме «Маленькие секреты» 2010 года. Его главным театральным достижением является моноспектакль «Лоран Лафитт, так он и называется» (фр. Laurent Lafitte, comme son nom l’indique), выдержавший 100 представлений в парижском «Зеркальном дворце». С 2012 года он стал штатным актёром театра «Комеди Франсез».

## Фильмография
| Год       |    | Русское название                         | Оригинальное название                                        | Роль                  |
| --------- | -- | ---------------------------------------- | ------------------------------------------------------------ | --------------------- |
| 1991—1995 | с  | Первые поцелуи                           | Premiers Baisers                                             |                       |
| 1992      | с  | Жюли Леско                               | Julie Lescaut                                                | муж Валери            |
| 1993      | с  | Академия моделей                         | Classe mannequin                                             | Жуан                  |
| 1998      | ф  | Наслаждение                              | Le Plaisir (et ses petits tracas)                            |                       |
| 1998—2010 | с  | Союз адвокатов                           | Avocats et Associés                                          | адвокат               |
| 1999      | ф  | Любимая тёща                             | Belle-maman                                                  | Франк                 |
| 1999      | тф | Спокойной ночи                           | Bonne Nuit                                                   | Ян Лукас              |
| 2000      | ф  | Багровые реки                            | Les rivières pourpres                                        | Юбер                  |
| 2002      | ф  | Как скажешь                              | Mon idole                                                    | Фабрис                |
| 2003      | ф  | Полный облом                             | Les Gaous                                                    | Бертран               |
| 2004      | тф | Джо Полуа и злые духи                    | Joe Pollox et les mauvais esprits                            | Жульен                |
| 2004      | ф  | Роль её жизни                            | Le rôle de sa vie                                            | Арно                  |
| 2004      | ф  | Глюк                                     | Narco                                                        | участник каратэ-шоу   |
| 2006      | с  | Служба расследований                     | Section de recherches                                        | Поль Матье            |
| 2006      | ф  | Президент                                | Président                                                    | депутат               |
| 2006      | ф  | Не говори никому                         | Ne le dis à personne                                         | Баск                  |
| 2007      | ф  | Моё место под солнцем                    | Ma place au soleil                                           |                       |
| 2007      | ф  | Семейная тайна                           | Un secret                                                    | жандарм               |
| 2008      | ф  | Шум окружающих людей                     | Le bruit des gens autour                                     | Филипп                |
| 2010      | ф  | Любовь – это для двоих                   | L'amour, c'est mieux à deux                                  | Сильвен               |
| 2010      | ф  | Вместе – это слишком                     | Ensemble, c'est trop                                         | Эрве                  |
| 2010      | ф  | Маленькие секреты                        | Les petits mouchoirs                                         | Антуан                |
| 2011      | ф  | Верное дельце                            | Une pure affaire                                             | Брис Теллер           |
| 2011      | ф  | Я, Мишель Г., миллиардер, властелин мира | Moi, Michel G., milliardaire, maître du monde                | Джозеф Кляйн          |
| 2012      | с  | Птичья песня                             | Birdsong                                                     | Рене Азер             |
| 2012      | ф  | Шутки в сторону                          | De l'autre côté du périph                                    | Франсуа Монж          |
| 2012      | ф  | Спецагенты на отдыхе                     | Mais qui a re-tué Pamela Rose?                               | Перкинс               |
| 2013      | ф  | Пена дней                                | L'écume des jours                                            | директор общества     |
| 2013      | ф  | Лучшие дни впереди                       | Les beaux jours                                              | Жульен                |
| 2013      | ф  | Как украсть бриллиант                    | The Love Punch                                               | Винсент Крюгер        |
| 2013      | ф  | Снова 16                                 | 16 ans ou presque                                            | Арно Мюстьер          |
| 2014      | ф  | Клуб «Грусть»                            | Tristesse Club                                               | Леон Камю             |
| 2014      | ф  | Она его обожает                          | Elle l'adore                                                 | Венсан Лакруа         |
| 2014      | ф  | Искусство фуги                           | L'art de la fugue                                            | Антуан                |
| 2014      | ф  | Бумеранг                                 | Boomerang                                                    | Антуан Рэй            |
| 2015      | ф  | Любовь вразнос                           | Papa ou maman                                                | Венсан Леруа          |
| 2015      | мф | Маленький принц                          | Le Petit Prince                                              | Честолюбец (голос)    |
| 2016      | ф  | Она                                      | Elle                                                         | Патрик                |
| 2018      | ф  | Один король — одна Франция               | Un peuple et son roi                                         | Людовик XVI           |
| 2022      | мф | Маленький Николя                         | Le Petit Nicolas – qu'est-ce qu'on attend pour être heureux? | Жан-Жак Семпе (голос) |
| 2024      | ф  | Граф Монте-Кристо                        | Le Comte de Monte-Cristo                                     | Жерар де Вильфор      |
| 2025      | мф | Великолепная жизнь Марселя Паньоля       | Marcel et Monsieur Pagnol                                    | Марсель Паньоль       |